# Streptanthus maculatus
Streptanthus maculatus är en korsblommig växtart som beskrevs av Thomas Nuttall. Streptanthus maculatus ingår i släktet Streptanthus och familjen korsblommiga växter. Inga underarter finns listade i Catalogue of Life.